# Royal Military Academy (Woolwich)

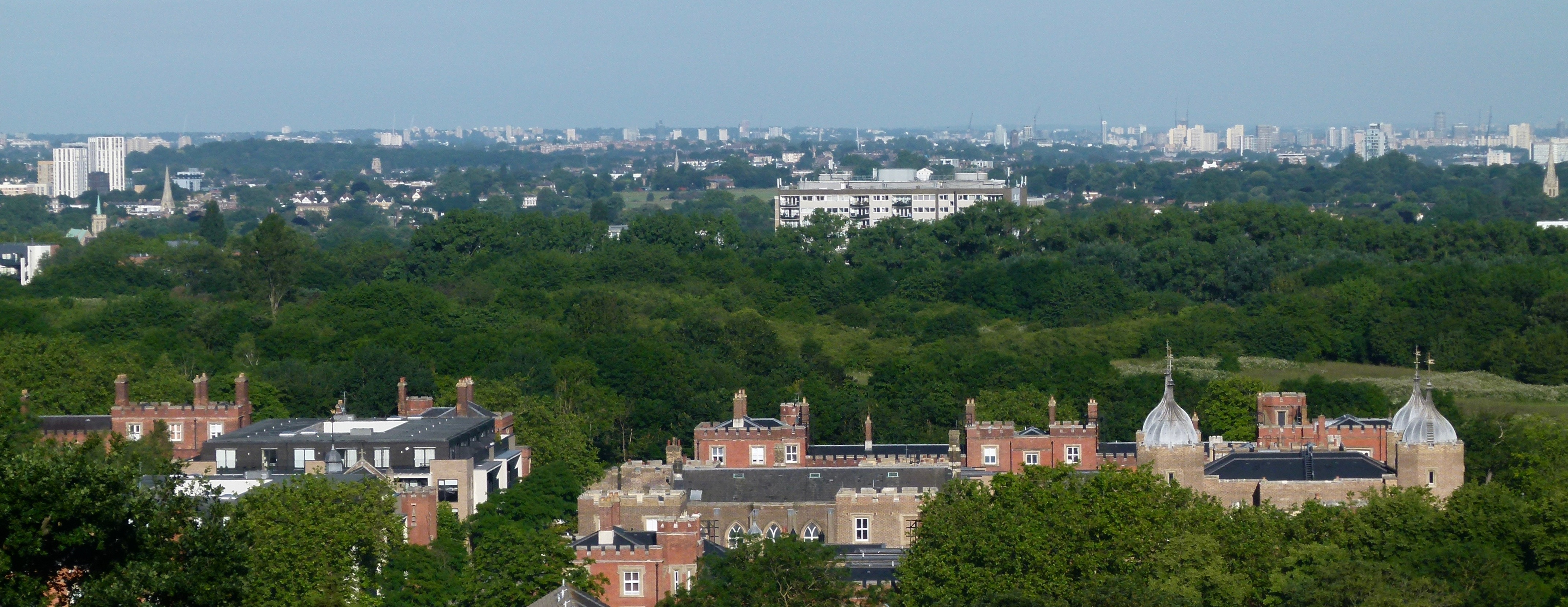
De 'nieuwe' RMA aan de rand van Woolwich Common, gezien vanaf Shooters Hill

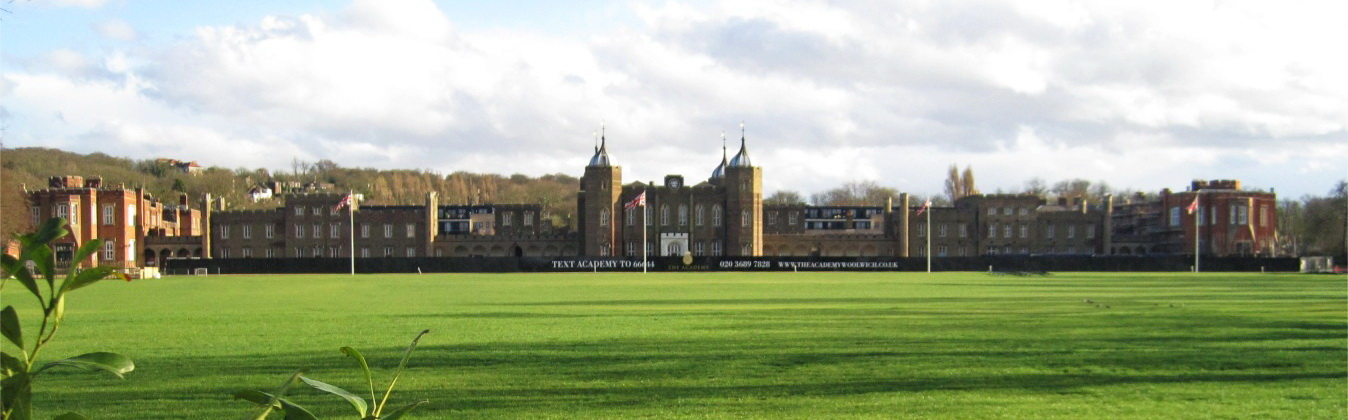
Idem, neogotische noordfaçade

De Royal Military Academy (RMA) in Woolwich in het zuidoosten van Londen was een Britse militaire academie voor officieren van de Royal Artillery en Royal Engineers, later ook voor het Royal Corps of Signals en andere technische korpsen.

## Geschiedenis
De RMA werd in 1741 gesticht. Het was bedoeld dat de academie een goede opleiding te geven en goede officieren voor de artillerie en genie voort te brengen. RMA Woolwich stond algemeen bekend als de “The Shop”, omdat het eerste gebouw een omgebouwde werkplaats van het Royal Arsenal was. Vanaf 1806 was de RMA gehuisvest in een groot complex aan de rand van Woolwich Common, op de noordwestflank van Shooters Hill.
Een tweede academie, bekend als de Royal Military College (RMC) werd in 1799 geopend in Sandhurst in Berkshire om officieren voor de infanterie en cavalerie te trainen.
Beide academies werden bij het begin van de Tweede Wereldoorlog in 1939 gesloten. De Royal Military Academy Sandhurst opende in 1947 als een fusie voor beide instituten. De meeste gebouwen op het terrein in Woolwich zijn gerestaureerd of vervangen door huizen en appartementen, ruim 300 in totaal. Het zeer langgerekte hoofdgebouw in neogotische stijl, ook wel Mock Tudor genoemd, is bewaard gebleven en werd van 2015-17 gerestaureerd. In het eveneens gerestaureerde oorspronkelijke gebouw van de RMA in Royal Arsenal is een musical- en dansopleiding gevestigd.

## Bekende leraren en alumni van RMA Woolwich
Bekende leraren aan Woolwich waren onder anderen Frederick Augustus Abel, Peter Barlow, Samuel Hunter Christie, Adair Crawford, George Greenhill, Percy MacMahon, Paul Sandby en James Joseph Sylvester.
Bekende alumni zijn:
- Alan Brooke
- Hugh Dowding
- George Augustus Eliott
- Faroek I van Egypte
- Lord Gort
- Horatio Kitchener
- Archibald Montgomery-Massingberd
- Napoleon Eugène Lodewijk Bonaparte
- Henry Hughes Wilson
- Orde Wingate
- Charles Boycott

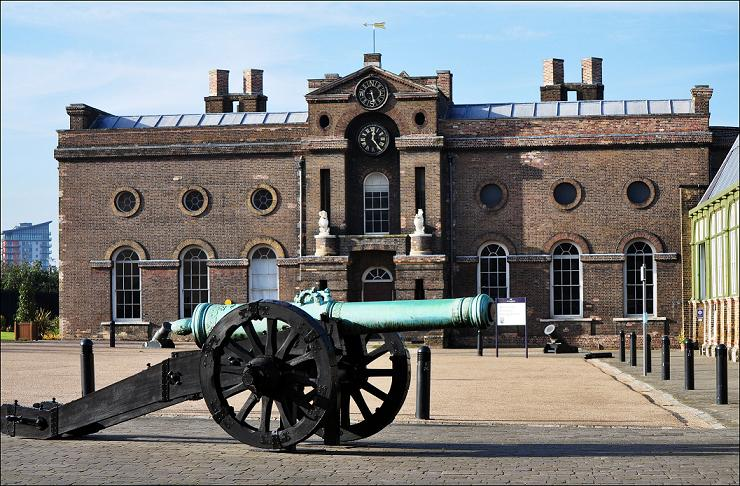
'Oude' RMA, Royal Arsenal
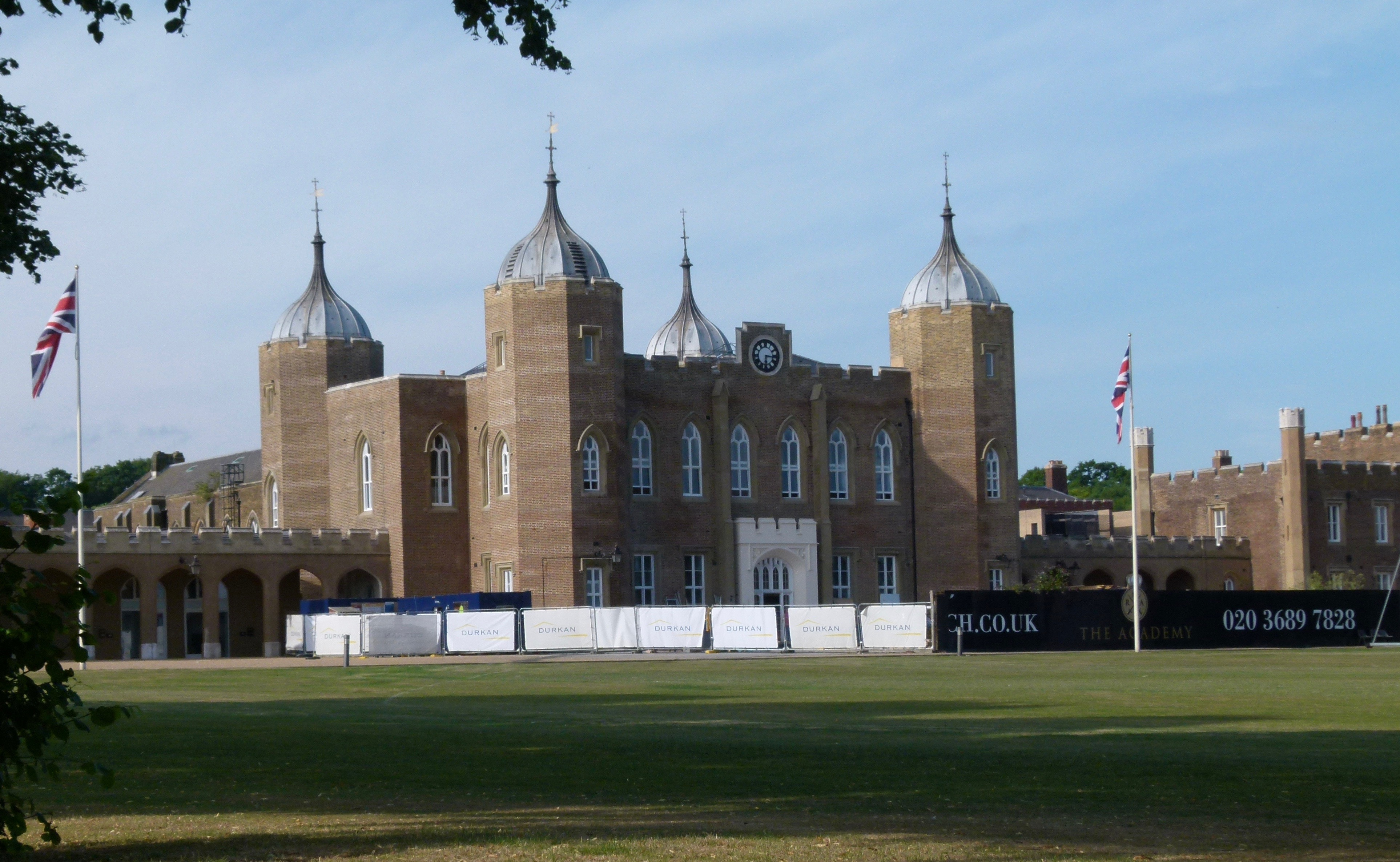
' Nieuwe' RMA, detail hoofdgebouw, 2017
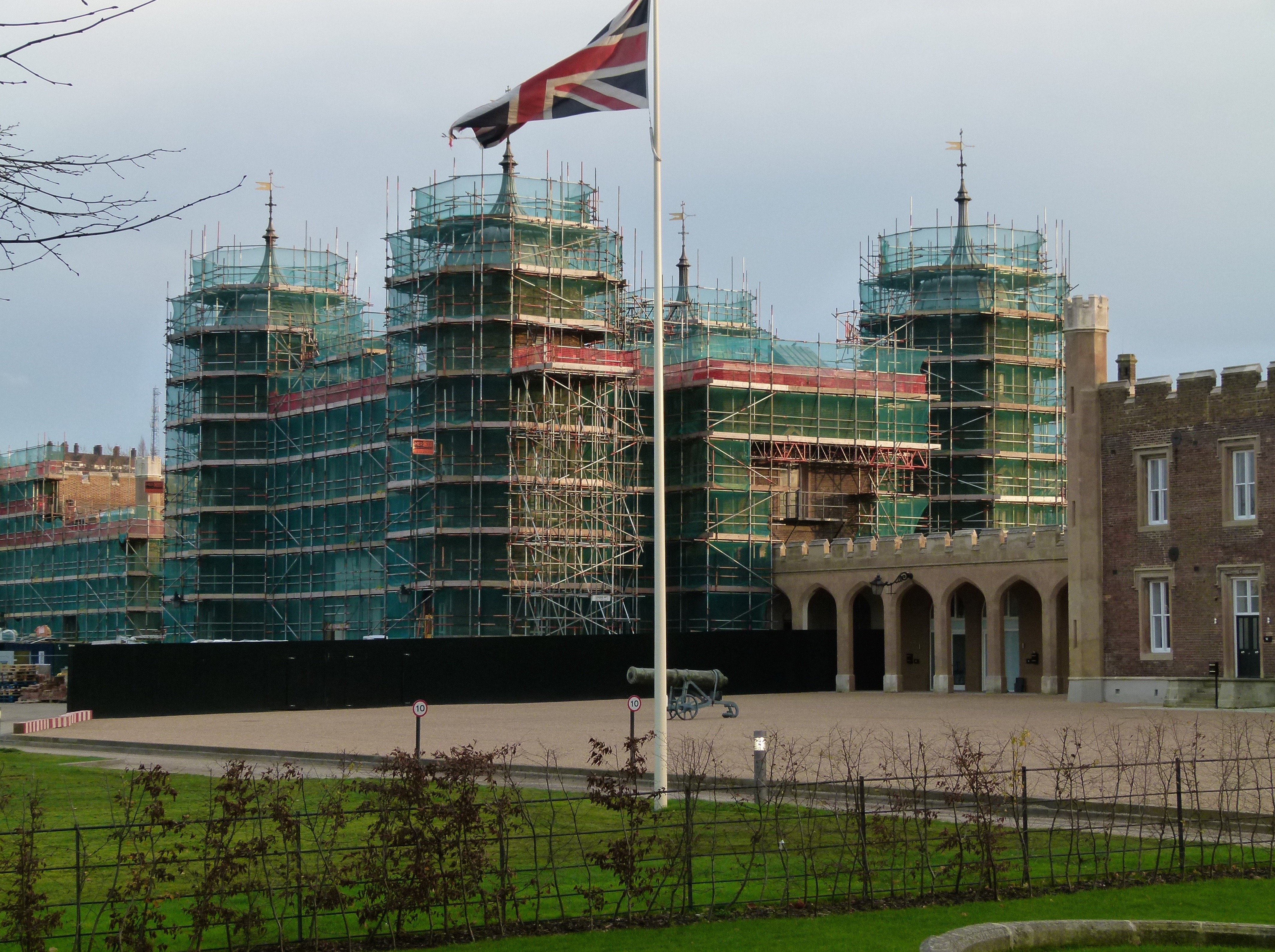
Idem, tijdens restauratie, 2015
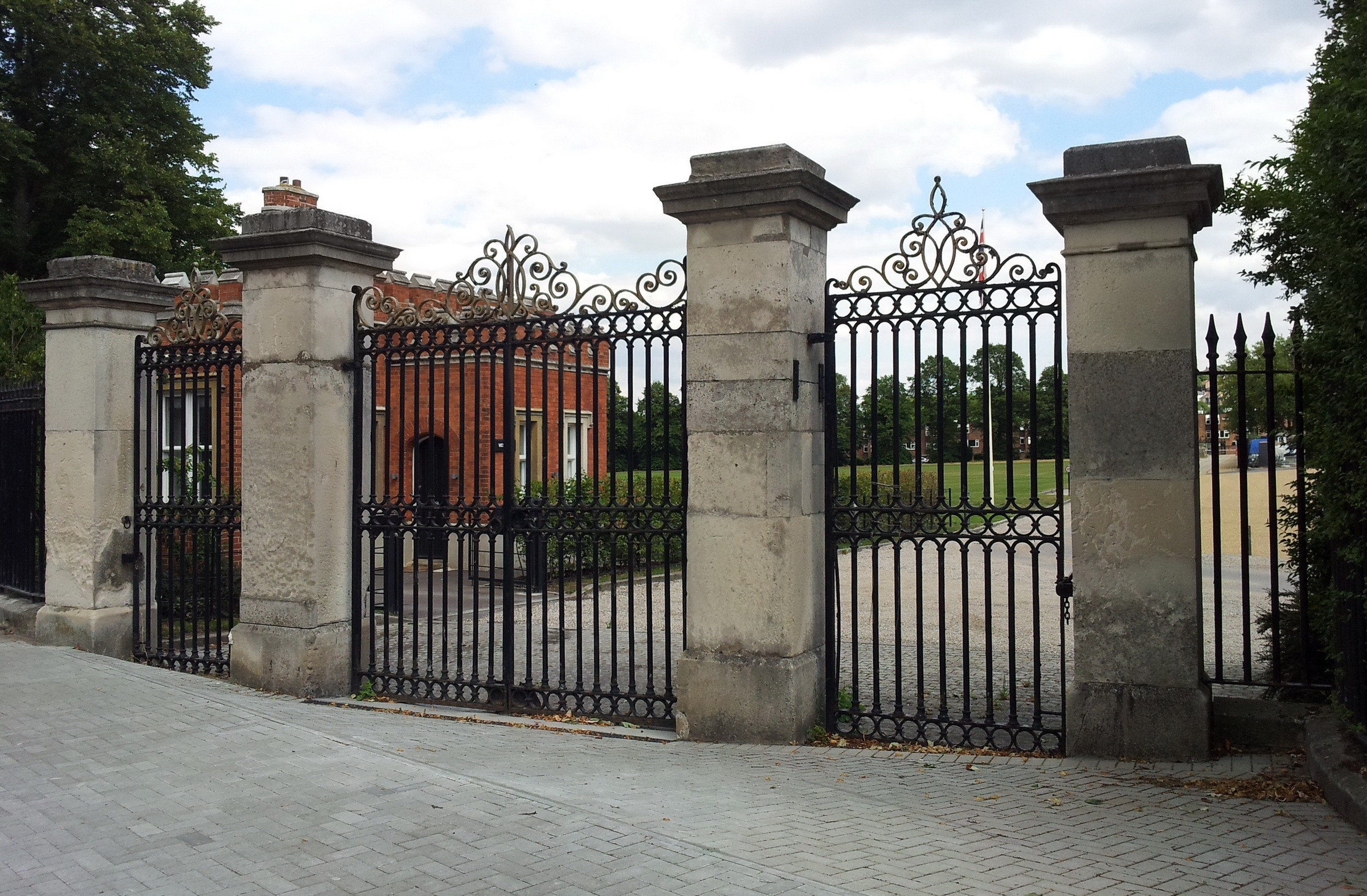
Idem, hoofdingang Academy Road
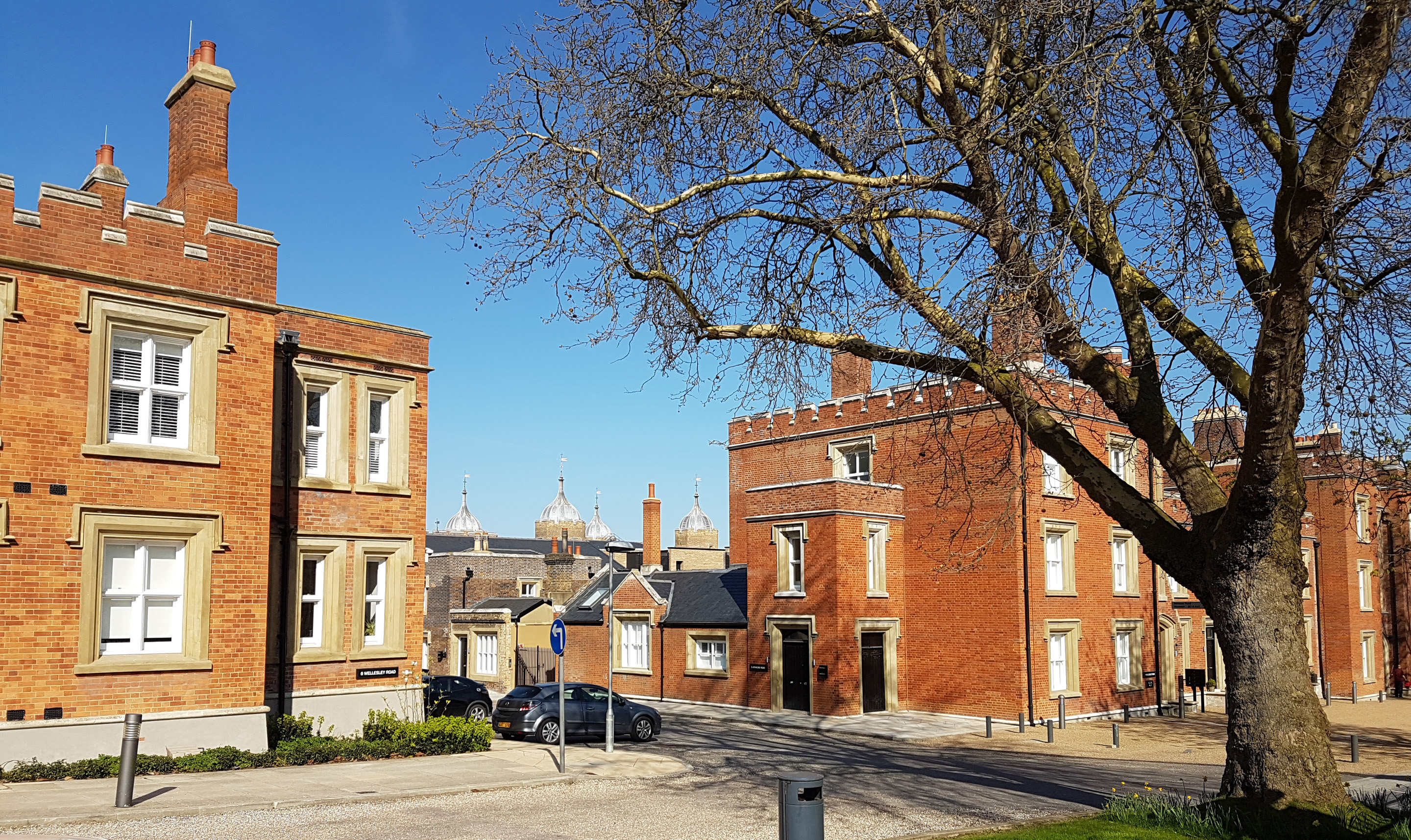
Gebouwen Red Lion Lane
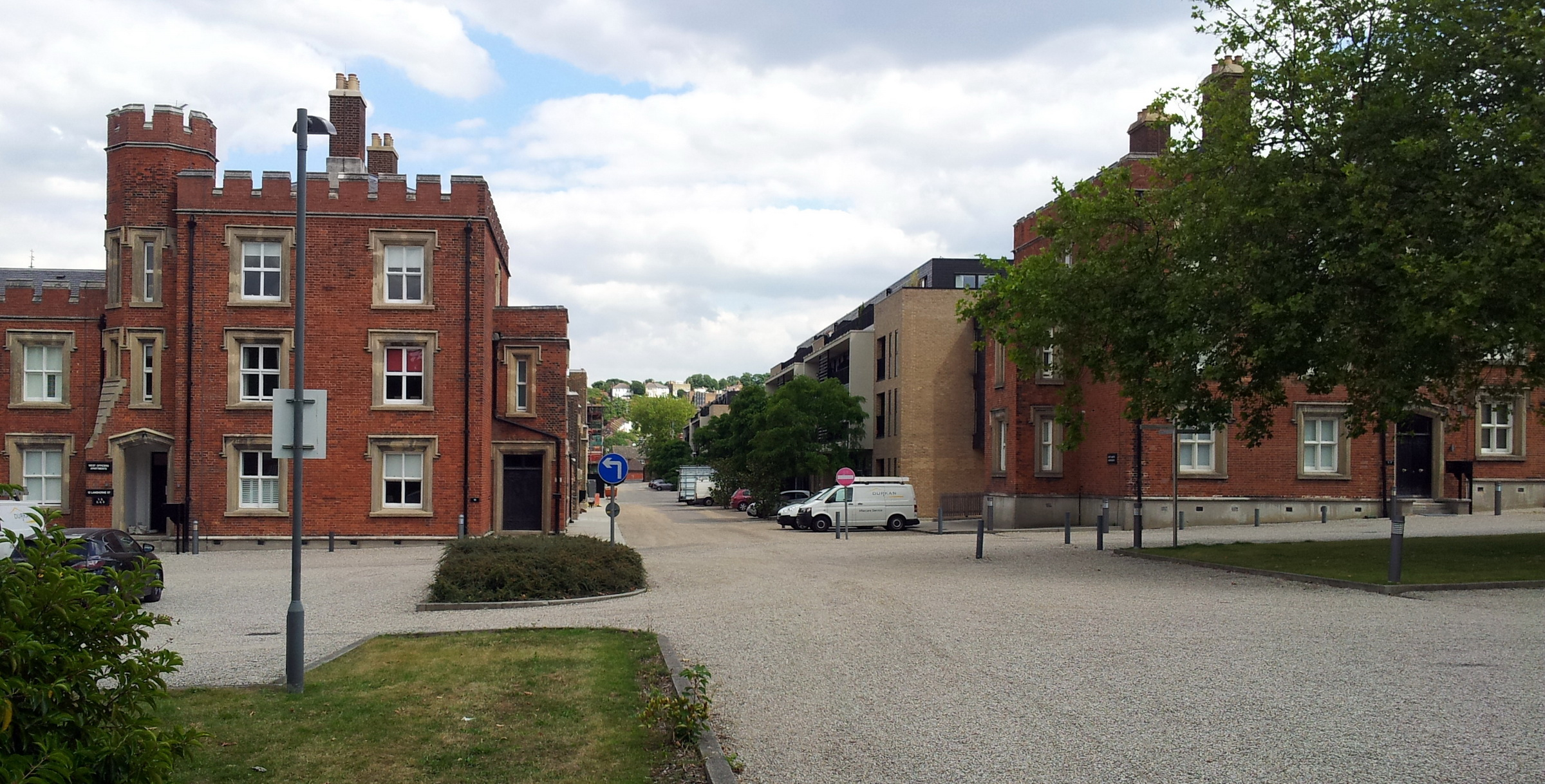
Woonstraat binnen het complex